# Psylliodes toelgi
Psylliodes toelgi es una especie de insecto coleóptero de la familia Chrysomelidae. Fue descrita en 1914 por Heikertinger.